# 郑州市金水区南阳路第二小学
郑州市金水区南阳路第二小学是中国河南省郑州市的一所小学，位于河南省郑州市金水区农业路53号。

## 沿革
1963年，南阳路第二小学创建，为金水区直属小学。校园面积有12000平方米。